# Nipponomyia symphyletes
Nipponomyia symphyletes är en tvåvingeart som först beskrevs av Alexander 1923.  Nipponomyia symphyletes ingår i släktet Nipponomyia och familjen hårögonharkrankar.
Artens utbredningsområde är Taiwan. Inga underarter finns listade i Catalogue of Life.